# Província Militar de Israel
A Província Militar de Israel era um sistema de governo militar estabelecido após a Guerra dos Seis Dias, em junho de 1967, para governar a população civil da Cisjordânia , da Faixa de Gaza , da Península do Sinai e da parte ocidental das Colinas de Golã .  A governança foi baseada na Quarta Convenção de Genebra , que fornece diretrizes para o regime militar em áreas ocupadas.  Jerusalém Oriental foi a única exceção dessa ordem, e foi acrescentada à área municipal de Jerusalém em 1967, ampliando a lei israelense para a área, efetivamente anexando -a em 1980.  Durante este período, a ONU e muitas fontes se referiram às áreas governadas pelos militares como territórios árabes ocupados .
O Tratado de Paz Egito-Israel levou Israel a abandonar a Península do Sinai em 1982 e a transformar o regime militar na Faixa de Gaza e na Cisjordânia na Administração Civil Israelense em 1981.  A parte ocidental das Colinas de Golan foi unilateralmente anexada por Israel no mesmo ano, abolindo assim inteiramente o sistema do Governo Militar.

## Estabelecimento
A Guerra dos Seis Dias começou em 5 de junho de 1967, com Israel lançando ataques surpresa contra campos aéreos egípcios em resposta à mobilização das forças egípcias na fronteira israelense.  Um período de alta tensão precedeu a guerra.  Em resposta aos atos de sabotagem da OLP contra alvos israelenses, Israel invadiu a Cisjordânia controlada pela Jordânia e iniciou voos sobre a Síria, que terminaram com confrontos aéreos sobre o território sírio Ataques de artilharia síria contra assentamentos civis israelenses nas proximidades da fronteira, seguidos por respostas israelenses contra posições sírias nas colinas de Golan e invasões de crescente intensidade e frequência nas zonas desmilitarizadas ao longo da fronteira síria, e culminando no bloqueio do Egito o Estreito de Tiran , posicionando suas tropas perto da fronteira de Israel e ordenando a evacuação da força de proteção da ONU da Península do Sinai.
Em seis dias, Israel havia vencido uma guerra decisiva na terra.  As forças israelenses tomaram o controle da Faixa de Gaza e da Península do Sinai do Egito, a Cisjordânia , incluindo Jerusalém Oriental , da Jordânia, e as Colinas de Golã da Síria.  A expansão resultante do território levou ao estabelecimento de um governo militar nesses territórios para administrar os assuntos das populações árabes que se enquadram no regime militar israelense.  No geral, o território de Israel cresceu por um fator de três, incluindo cerca de um milhão de árabes colocados sob o controle direto de Israel nos territórios recém-capturados.  A profundidade estratégica de Israel cresceu para pelo menos 300 quilômetros no sul, 60 quilômetros no leste e 20 quilômetros de terreno extremamente acidentado no norte, um ativo de segurança que seria útil na Guerra do Yom Kippur seis anos depois.

## Governança

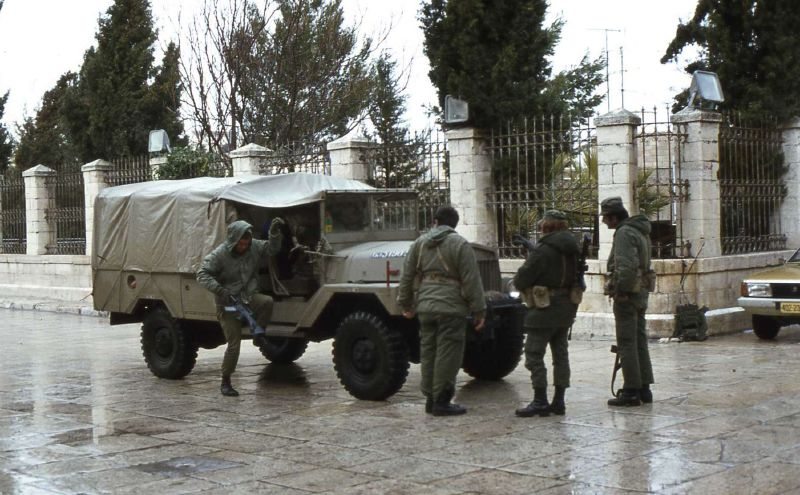
Soldados israelenses em Belém (Província Militar de Israel) em 1978.

Efetivamente, a partir de junho de 1967, Israel exerceu o governo militar em territórios sujeitos à Cisjordânia , Faixa de Gaza , Península do Sinai e Colinas de Golã , com base na Quarta Convenção de Genebra , que especifica o direito internacional para o domínio militar em áreas ocupadas.  Jerusalém Oriental foi a única exceção dessa ordem, e foi efetivamente acrescentada à área municipal de Jerusalém em 1967, estendendo a lei israelense à área (efetivamente anexando-a).

## Dissolução ou Transformação
A autoridade do governo militar foi efetivamente cancelada com o Tratado de Paz Egito-Israel , que o levou a desistir da Península do Sinai em 1982 e renomear o regime militar na Faixa de Gaza e na Cisjordânia como a Administração Civil Israelense em 1981, que é administrada. pelo Ministério da Defesa de Israel .  A criação de uma administração civil para a Cisjordânia e a Faixa de Gaza foi incluída nos Acordos de Camp David, assinados pelo Egito e Israel em 1978.  A natureza desse órgão da administração civil foi definida na Ordem Militar No. 947 , pelo governo militar de 1981 da Cisjordânia e Gaza .  A parte ocidental das Colinas de Golã foi efetivamente anexada a Israel no mesmo ano, abolindo assim inteiramente o sistema do Governo Militar.
Mesmo antes do final da guerra de junho de 1967, Israel investiu todos os "poderes de governo, legislatura, nomeação e administração em relação à região ou seus habitantes" nas mãos do governador militar.  General Chaim Herzog anunciou em 7 de junho de 1967, que todas as leis existentes permaneceriam em vigor, exceto nos casos em que eles conflitassem com os direitos de Israel como Poder de Ocupação para garantir a segurança de suas forças e ordem pública. Israel justificou a manutenção do que considerou a manutenção jordaniana dos regulamentos de ocupação britânicos, acreditando-os em consonância com o artigo 64 da Quarta Convenção de Genebra, que propriamente diz respeito ao tratamento por um poder hostil da população ocupada. A posição jordaniana é que Israel não é herdeiro de suas leis a esse respeito, pois foram abolidas décadas antes. Convocada para julgar entre reivindicações concorrentes, as Nações Unidas, em seu Relatório do Comitê Especial de 1970,  declararam que os Regulamentos de Defesa Mandatória (Emergência) de 1945, que os próprios britânicos posteriormente revogaram,  não constituíam um mandado. por aplicá-las aos Territórios Palestinianos, uma vez que eram inválidas, em conflito com os protocolos da Quarta Convenção de Genebra. 
A província militar israelense instituída para governar os territórios foi dissolvida em 1982 e substituída pela administração civil israelense , que na verdade é um braço do exército israelense . Criada em novembro de 1981  sob a ordem militar no. 947, tem um mandato que estipula que a função do órgão é "administrar os assuntos civis na área [Cisjordânia] ... para o bem-estar e benefício da população e para provisão e operação de serviços públicos, considerando a necessidade de manter uma boa administração e ordem pública na área. "  A criação deste novo corpo desencadeou uma onda de protestos nos primeiros meses de 1982, reprimindo o que causou mais baixas palestinianas do que nos 15 anos anteriores de ocupação.  De 1967 a 2014, o governo israelense emitiu mais de 1.680 ordens militares em relação à Cisjordânia.  Embora formalmente a IDF fosse obrigada a ser neutra, ela foi atraída para a política do conflito, presa entre a administração do povo ocupado e a defesa de assentamentos,  que foram originalmente pensados como um fardo militar cuja defesa deve ser deixada para os colonos,  mas cujas primeiras milícias foram assalariadas, treinadas e mobiliadas com armas pelo IDF,  que agora opera para defendê-las. 
Na época dos Acordos de Oslo , 47% dos banqueiros ocidentais eram refugiados, e 11% da população total morava em campos de refugiados.  Como parte da estratégia de Ariel Sharon,  a Administração Civil estendeu a todas as áreas da Cisjordânia as Ligas da Aldeia ( rawabit al-qura ) originalmente desenvolvidas apenas para a área de Hebron em 1978. Elas eram usadas para contornar representação política.  As próprias eleições, mesmo para os dirigentes sindicais, haviam sido proibidas após as eleições municipais de 1976, que se transformaram na esmagadora maioria dos candidatos nacionalistas, e a maioria dos prefeitos acabou sendo demitida, com algumas deportações sofridas.  The Village Leagues pelo contrário deveriam resolver disputas e promover o desenvolvimento rural, mas amarradão ressentimentos camponesas contra centros urbanos palestinos e foram tripulado, de acordo com George Bisharat , com homens da classe média baixa muitos dos quais tinham reputação de preguiça e perseguições criminosas, que foram duramente criticadas como traficantes colaborando com Israel, que lhes forneceu milícias e metralhadoras Uzi que supostamente usavam para intimidar civis.  
No Acordo, as autoridades palestinas receberam uma área limitada de autonomia em um número restrito de áreas. Vários analistas argumentam que o acordo via Israel cortejando a delegação palestina local, que liderou a Intifada, fazendo com que os representantes da OLP renunciassem às demandas impostas pela Cisjordânia e pela Faixa de Gaza - o fim dos assentamentos e a formação de um Estado palestino. - e, assim, garantir o seu próprio retorno. Eles foram autorizados a assumir autoridade política e econômica dentro dos territórios que eles nunca conseguiram alcançar sozinhos.  Assim, a própria Autoridade Palestina é frequentemente vista como um regime Quisling ,  ou procurador de Israel, já que Israel permanece no controle total de todas as três zonas. Peter Beinart chama isso de "subcontratado" de Israel.  Por Edward Said , Meron Benvenisti e Norman Finkelstein , o acordo delegada só no PLO um papel como "executor de Israel", continuando a ocupação por "controle remoto", emprestando uma forma de legitimidade a reivindicações de Israel possuir "direitos" no que então se tornou na sua opinião "territórios disputados", apesar do consenso internacional, Israel estava sob a obrigação de retirar-se de todas as terras que detinha como poder de ocupação. Na leitura de Finkelstein, ratificou uma versão extrema do Plano Allon.   Outros falam de Israel terceirizando a ocupação. 
A Autoridade Palestina também subscreveu um acordo que isentava Israel da responsabilidade pela recompensa por todas as omissões ou violações de suas obrigações como uma potência de ocupação cometida durante as três décadas anteriores do regime militar israelense. De fato, se Israel fosse condenado por qualquer crime naquele período, o ônus de Israel em pagar reparações recairia sobre as autoridades palestinas que seriam obrigadas a reembolsar Israel.  Os Acordos enfraqueceram ainda mais a causa palestina, argumenta-se, porque minou a força da posição palestina ao transformar as negociações em negociações sem fim entre partidos desiguais. 
Em uma análise feita pelo think tank israelense Molad em 2017, observa-se que Israel mobiliza de 50% a 75% de suas forças IDF ativas na Cisjordânia, mais do que a mobilização combinada de soldados em todas as outras frentes. A instalação consiste em sete brigadas regionais, assistidas por batalhões de combate auxiliares, juntamente com a Polícia de Fronteiras de Israel , a IAF e várias unidades especiais. Sua função não é contrapor o que Israel define como terrorismo - apenas 20% realizam essa tarefa -, mas defender assentamentos, que exigem 80% dessas reservas para assumir a guarda.  Somente em Hebron, cerca de 2.000 soldados, uma divisão de infantaria inteira, juntamente com três companhias de polícia de fronteira, servem em rotação para "proteger" o assentamento de 500 a 800 israelenses estabelecidos naquela cidade.   A conclusão de Molad é que a defesa de assentamentos tem um impacto negativo na segurança de Israel. 

### Citações
1. ↑  Práticas israelenses e direitos humanos nos territórios árabes ocupados
2. ↑  Israel, Exército e Defesa: Um Dicionário , Zeev Schiff e Eitan Haber , editores, Zmora, Bitan, Modan, 1976, Tel Aviv Hebraico
3. ↑  Rubin, Barry M. Revolution Until Victory?: The Politics and History of the PLO. [S.l.: s.n.] ISBN 9780674768031
4. ↑  Oriente Médio: Incidente em Samu , Time , 25 de novembro de 1966
5. ↑  Tessler, Mark. A History of the Israeli-Palestinian Conflict. [S.l.: s.n.] ISBN 978-0253208736
6. ↑  Shemesh, Moshe. Arab Politics, Palestinian Nationalism and the Six Day War: The Crystallization of Arab Strategy and Nasir's Descent to War, 1957–1967. [S.l.: s.n.] ISBN 978-1845191887
7. ↑  Maoz, Zeev. Defending the Holy Land: A Critical Analysis of Israel's Security and Foreign Policy. [S.l.: s.n.] ISBN 978-0472033416
8. ↑  Maoz, Zeev. Defending the Holy Land: A Critical Analysis of Israel's Security and Foreign Policy. [S.l.: s.n.] ISBN 978-0472033416
9. ↑  The Encyclopedia of the Arab-Israeli Conflict: A Political, Social, and Military History. [S.l.: s.n.]
10. ↑  Bar-On, Mordechai. A Never-Ending Conflict: A Guide To Israeli Military History. [S.l.: s.n.] ISBN 978-0275981587
11. ↑  Shlaim, Avi. The 1967 Arab-Israeli War: Origins and Consequences. [S.l.: s.n.] ISBN 9781107002364
12. ↑  Schmidt, Yvonne. Foundations of Civil and Political Rights in Israel and the Occupied Territories. [S.l.: s.n.] ISBN 978-3-638-94450-2Predefinição:Self-published source
13. ↑  Selby 2003a, p. 127.
14. ↑  Goldstein 1978, pp. 36–37.
15. ↑  Playfair 1988, p. 411.
16. ↑  Goldstein 1978, p. 37.
17. 1 2  Pieterse 1984, p. 63.
18. ↑  EU 2012, p. 221.
19. ↑  Francis 2014, p. 391.
20. ↑  Peri 2006, pp. 4–6,28–32,228.
21. ↑  Gazit 2003, p. 287, n.37.
22. ↑  Eldar & Zertal 2007, p. 319.
23. ↑  Swirski 2010, p. 32.
24. ↑  Stockton 1990, p. 91.
25. ↑  Kimmerling 2003, p. 76.
26. 1 2  Pieterse 1984, p. 62.
27. ↑  Playfair 1988, p. 409.
28. ↑  Bisharat 2012, pp. 66–67.
29. ↑  Gallo & Marzano 2009, pp. 10–11.
30. ↑  Parsons 2005, p. 256.
31. ↑  Beinart 2014.
32. ↑  Finkelstein 2003, p. 172.
33. ↑  Khalidi 2013, p. 118.
34. ↑  Handel 2010, p. 267.
35. ↑  Finkelstein 2003, p. 174.
36. ↑  Gallo & Marzano 2009, p. 10.
37. ↑  Gordis & Levi 2017, pp. 6,15.
38. ↑  Kamrava 2016, p. 85.
39. ↑  Gordis & Levi 2017, p. 16.
40. ↑  Gordis & Levi 2017, p. 4.